# The Walking Dead: Michonne
The Walking Dead: Michonne é um jogo eletrônico episódico do gênero survival horror desenvolvido e distribuído pela Telltale Games, foi lançado em 2015 e em 2019 foi lançado junto numa coleção definitiva para PS4 e em 2020 para PC (Steam). O jogo possui três episódios previstos e foi anunciado na E3 2015. É o primeiro jogo da serie The Walking Dead produzido pela Telltale a se passar no universo da HQ, não havendo história relacionada com os outros jogos da series produzidos pela empresa até então. Na história é explicado o que aconteceu com Michonne quando ela se separou do grupo liderado por  Rick Grimes entre os capítulos 126 e 139 da HQ de The Walking Dead.

## Episódios
O jogo foi separarado em três episódios, lançados em intervalos mensais.
| Capitulo | Escritor | Data de Lançamento      |
| --- | -------- | ----------------------- |
| |          |                         |
| Episode 1 – "In Too Deep" | TBA      | 23 de fevereiro de 2016 |
| Michonne junta-se a Pete e sua tripulação a bordo do The Companion em busca de sobreviventes e suprimentos ao longo da costa perto da cidade de Monroe. |          |                         |
| |          |                         |
| Episodio 2 – "Give No Shelter" | TBA      | Março de 2016           |
| Michonne e Pete devem decidir que ação tomar depois de Sam ser gravemente ferida durante a sua fuga da cidade hostil de Monroe.                         |          |                         |
| |          |                         |
| Episodio 3 – "What We Deserve" | TBA      | Abril de 2016           |
| |          |                         |